# La portentosa vida del pare Vicent
La portentosa vida del pare Vicent (La portentosa vida del padre Vicente, títol original en castellà) és una pel·lícula valenciana dirigida per Carles Mira, estrenada en català i castellà l'any 1978. És una comèdia que es desenvolupa a la costa ibèrica durant la Reconquesta del segle xiv i que gira entorn el patró del País Valencià, Sant Vicent Ferrer. Classificada per a majors d'edat, va generar molta controvèrsia i va ser durament criticada enmig de la transició democràtica espanyola.

## Argument
La pel·lícula descriu en forma d'auca teatral i en clau satírica diversos miracles de Sant Vicent Ferrer, eclesiàstic cristià del segle XIV i patró del País Valencià. És representat amb una intenció de desmitificació com un monjo que lluita contra tota mena de vicis i pecats. Alguns d'aquests miracles són la capacitat de fer brollar aigua d'una roca, la reconstrucció i ressurecció d'un nen fet a trossos i servit a taula en un estofat en honor del mateix sant, i l'ordre de fer expulsar una seixanta de dimonis del cul d'una dona posseïda ーfet que provoca una forta explosióー. Al final de cada prodigi sona una tonada laudatòria al protagonista, que dona pas al següent miracle.

## Personatges
Els tres únics actors professionals que van participar en el rodatge van ser Albert Boadella, Ángela Molina i Ovidi Montllor; la resta eren habitants d'Alcoi que tenien una certa vinculació amb el teatre, ja que en aquell moment la població comptava amb 3 companyies teatrals.

## Producció
La producció de la pel·lícula va ser mixta, amb una part invertida per capital professional (a càrrec de la productora ASCLE Films), una altra a base de micromecenatge entre cercles familiars i amistats de Mira i la tercera de manera cooperativa entre director, actor i tècnics. El pressupost final es va xifrar finalment en uns 27-28 milions de pessetes (aproximadament 170.000 €).

### Llocs de rodatge
El rodatge es va realitzar íntegrament al País Valencià, predominantment a la província d'Alacant: el Monestir d'Agres, la Serra d'Aitana, el municipi d'Alcoi i el Castell de Villena, entre d'altres.

## Crítica
El llargmetratge es va realitzar en el període de la transició espanyola, ja que prèviament corria el risc de ser censurat pel franquisme espanyol. En aquest sentit, tot i que el rodatge es va realitzar íntegrament en català, l'estrena fou doblada i projectada en castellà (sobretot per problemes econòmics). En aquesta fase, el doblatge del pare Vicent va haver de realitzar-lo un altre actor, ja que Boadella es va veure involucrat en afers judicials.
L'arquebisbat de València va aixecar la controvèrsia a través de la publicació de la diòcesi, Boletín de Medios de Comunicación Social, en què considerava el film «un insult al poble valencià». Aquestes declaracions es basaven únicament en allò llegit en un reportatge de la revista Fotogramas; sense haver vist el film. Carles Mira va replicar interposant una denúncia a la institució religiosa per injúries, a la que va sol·licitar una indemnització per danys i perjudicis de 10 milions de pessetes (60.000 €).
Per altra banda, Ignacio Carrau (president de la Diputació de València), Ferran Badia (catedràtic de Teoria de l'Estat) i alguns sectors blaveristes com el Búnquer Barraqueta van fer palès dures crítiques contra la pel·lícula, fins al punt de sol·licitar la seva prohibició al Ministeri de Cultura d'Espanya i denunciar-la per «antivalenciana» i «imperialista catalana». Aquesta onada de desaprovacions va prendre el seu punt més àlgid quan el setembre de 1978 una comitiva de cotxes i autocars es van desplaçar a l'església de San Jerónimo el Real de Madrid i s'hi van tancar com a acte de desgreuge al sant.
El dia de l'estrena, el 4 de setembre de 1978, va detonar una bomba al cinema Goya d'Alcoi, sala en què es feia la primera projecció del film. L'artefacte va explotar als lavabos d'homes quan faltava mitja hora perquè finalitzés la pel·lícula. Malgrat els seriosos desperfectes que va ocasionar al sostre de les instal·lacions, no hi va haver cap ferit i la projecció no es va haver de cancel·lar. Grups antimarxistes valencians es van atribuir els fets justificant la «infàmia contra el Regne de València» i amb consignes feixistes.
Posteriorment, Carles Mira afirmaria sobre el seu primer llargmetratge que «la pel·lícula no es va entendre, no intentava desmitificar res, era una denúncia de la manipulació de la història». També va dir del sant que «les històries populars sobre Sant Vicent Ferrer són similars a les de Mazinger Z».

## Repartiment
| Actor / actriu original | Personatge         |
| ----------------------- | ------------------ |
| Albert Boadella         | Sant Vicent Ferrer |
| Ángela Molina           | Endimoniada        |
| Ovidi Montllor          | Miló               |